# Vanellus duvaucelii
A Vanellus duvaucelii a madarak osztályának lilealakúak (Charadriiformes) rendjébe, ezen belül a lilefélék (Charadriidae) családjába tartozó faj.

## Rendszerezése
A fajt René Primevère Lesson francia orvos és ornitológus írta le 1826-ban, a Charadrius nembe Charadrius duvaucelii néven. Sorolják a Hoplopterus nembe Hoplopterus duvaucelii néven is.

## Előfordulása
Banglades, Bhután, India, Laosz, Kambodzsa, Kína, Nepál, Thaiföld és Vietnám területén honos. Természetes élőhelyei a tavak, folyók és patakok környéke, valamint víztárolók és szántóföldek. Állandó, nem vonuló faj.

## Megjelenése
Testhossza 32 centiméter, testtömege 143-185 gramm.
|  |

## Természetvédelmi helyzete
Az elterjedési területe rendkívül nagy, egyedszáma 10000-19999 példány közötti és gyorsan csökken. A Természetvédelmi Világszövetség Vörös listáján mérsékelten fenyegetett fajként szerepel.